# Duca (Longobardi)
Presso i Longobardi, il duca era colui che, all'interno del sistema sociale longobardo, rivestiva il ruolo, politico e militare, di comandante di un insieme di "famiglie militari" (la fara), indipendentemente da un eventuale stanziamento territoriale.

## Etimologia
Non è noto il termine proprio della lingua longobarda per indicare la figura del duca; anche le fonti storiografiche longobarde più antiche (l'anonima Origo gentis Langobardorum e la Historia Langobardorum di Paolo Diacono) sono state redatte in latino. Il termine latino dux fu adottato per designare una figura politica e militare che non aveva un esatto equivalente nel mondo classico, ridefinendo così il concetto stesso di "duca" in una forma che avrebbe poi conosciuto ulteriori sviluppi nei secoli successivi.

## Storia
La figura del duca emerse tra IV e V secolo, quando il popolo germanico era stanziato tra il medio corso dell'Elba e l'attuale Boemia settentrionale. All'epoca, i Longobardi erano nomadi e organizzati in gruppi omogenei e compatti di famiglie originate dallo stesso clan gentilizio, in grado di organizzarsi in contingenti con funzioni militari: le fare. I duchi erano i capi delle fare. Si trattava di guerrieri insigniti di tale incarico per i legami dinastici e per il valore militare mostrato in guerra, premiati quindi dal sovrano. Nella figura del duca longobardo si mescolavano quindi elementi militari, gentilizi, sacrali (investiti dal sovrano, partecipavano al suo "carisma"), politici, giudiziari e amministrativi. Nell'assemblea del popolo in armi ("Gairethinx") i duchi aveva un ruolo preminente, ed erano determinanti nell'elezione dello stesso re.
Una volta giunti in Italia, l'istituzione ducale assunse progressivamente un legame con il territorio, ma sempre subordinata allo status politico-militare del duca. A partire dalla prima città conquistata da Alboino nel 568, Cividale, in ogni centro urbano militarmente rilevante venne insediato un duca, con l'incarico di guidare i guerrieri longobardi stanziati nelle aree limitrofe "in fara" contro eventuali minacce nemiche. Fin da quel primo insediamento, l'istituzione ducale ebbe però un doppio carattere: da un lato il duca era comandante di un esercito, dall'altro era il capo di una frazione del popolo ("gens"), soggetto quindi alle aspettative e alle tradizioni (di gestione del potere, di attivismo militare, di spartizione delle ricchezze) del popolo stesso. Il duca era quindi una figura di investitura regia e di natura politico-militare, ma al tempo stesso anche portatrice di una concezione del potere esclusiva, quale elemento-garante di una determinata struttura sociale (quella della fara). La compresenza di questi due fattori opposti caratterizzò tutta l'esistenza del Regno longobardo, in costante tensione tra spinte centraliste del potere sovrano e spinte autonomiste dei duchi; nel corso dei secoli si assistette al passaggio da una maggior indipendenza ducale (tanto che per i dieci anni del cosiddetto Periodo dei Duchi, dal 574 al 584, governarono da sovrani assoluti nelle rispettive sedi) a una crescente affermazione del potere centrale, senza che tuttavia le spinte autonomiste fossero mai completamente arginate.
Con la caduta del Regno longobardo (774) e la conquista di gran parte del suo territorio da parte dei Franchi di Carlo Magno, la figura del duca longobardo fu sostituita da quella del conte franco; fuori dall'Impero carolingio rimase tuttavia il Ducato di Benevento, che mantenne una certa autonomia e all'interno del quale il termine "duca" assistette a un'evoluzione verso il significato di titolo nobiliare che si sarebbe imposto in seguito.